# Campeonato Sub-17 de la OFC 1983
El Campeonato Sub-17 de la OFC 1983 fue la primera edición de dicho torneo. Se llevó a cabo entre el 3 y el 10 de diciembre en Nueva Zelanda.
Se organizó para servir como clasificación a la Copa Mundial Sub-17 de 1985. Participaron seis seleccionados en un sistema de todos contra todos. Australia se proclamó campeón y fue el primer representante de Oceanía en un Mundial de la categoría.

## Equipos participantes
| Equipos participantes | Equipos participantes | Equipos participantes | Equipos participantes |
| --------------------- | --------------------- | --------------------- | --------------------- |
| Australia             | China Taipéi          | Fiyi                  |                       |
| Nueva Caledonia       | Nueva Zelanda         | Tahití                |                       |

## Clasificación
| Selección       | Pts | PJ | PG | PE | PP | GF | GC | Dif |
| --------------- | --- | -- | -- | -- | -- | -- | -- | --- |
| Australia       | 10  | 5  | 5  | 0  | 0  | 22 | 2  | 20  |
| Nueva Zelanda   | 7   | 5  | 3  | 1  | 1  | 7  | 2  | 5   |
| China Taipéi    | 5   | 5  | 2  | 1  | 2  | 11 | 4  | 7   |
| Nueva Caledonia | 4   | 5  | 2  | 0  | 3  | 6  | 12 | -6  |
| Fiyi            | 2   | 5  | 0  | 2  | 3  | 6  | 18 | -12 |
| Tahití          | 2   | 5  | 0  | 2  | 3  | 3  | 17 | -14 |

## Resultados
Se desconoce el orden de los partidos.
| Fecha             | Lugar    |                 |                            | Resultado |                               |                 |
| ----------------- | -------- | --------------- | -------------------------- | --------- | ----------------------------- | --------------- |
| Diciembre de 1983 | Auckland | Australia       | Bandera de Australia       | 2:1       | Bandera de Nueva Zelanda      | Nueva Zelanda   |
| Diciembre de 1983 | Auckland | Australia       | Bandera de Australia       | 3:0       | Bandera de China Taipéi       | China Taipéi    |
| Diciembre de 1983 | Auckland | Australia       | Bandera de Australia       | 4:0       | Bandera de Nueva Caledonia    | Nueva Caledonia |
| Diciembre de 1983 | Auckland | Australia       | Bandera de Australia       | 4:1       | Bandera de Fiyi               | Fiyi            |
| Diciembre de 1983 | Auckland | Australia       | Bandera de Australia       | 9:0       | Bandera de Polinesia Francesa | Tahití          |
| Diciembre de 1983 | Auckland | Nueva Zelanda   | Bandera de Nueva Zelanda   | 1:0       | Bandera de China Taipéi       | China Taipéi    |
| Diciembre de 1983 | Auckland | Nueva Zelanda   | Bandera de Nueva Zelanda   | 1:0       | Bandera de Nueva Caledonia    | Nueva Caledonia |
| Diciembre de 1983 | Auckland | Nueva Zelanda   | Bandera de Nueva Zelanda   | 0:0       | Bandera de Fiyi               | Fiyi            |
| Diciembre de 1983 | Auckland | Nueva Zelanda   | Bandera de Nueva Zelanda   | 4:0       | Bandera de Polinesia Francesa | Tahití          |
| Diciembre de 1983 | Auckland | China Taipéi    | Bandera de China Taipéi    | 3:0       | Bandera de Nueva Caledonia    | Nueva Caledonia |
| Diciembre de 1983 | Auckland | China Taipéi    | Bandera de China Taipéi    | 8:0       | Bandera de Fiyi               | Fiyi            |
| Diciembre de 1983 | Auckland | China Taipéi    | Bandera de China Taipéi    | 0:0       | Bandera de Polinesia Francesa | Tahití          |
| Diciembre de 1983 | Auckland | Nueva Caledonia | Bandera de Nueva Caledonia | 4:3       | Bandera de Fiyi               | Fiyi            |
| Diciembre de 1983 | Auckland | Nueva Caledonia | Bandera de Nueva Caledonia | 2:1       | Bandera de Polinesia Francesa | Tahití          |
| Diciembre de 1983 | Auckland | Fiyi            | Bandera de Fiyi            | 2:2       | Bandera de Polinesia Francesa | Tahití          |

| Bandera de Australia |
| Campeón Australia    |
| 1.er título          |